# Veit Haltmayr
Veit Haltmayr (* 17.., † ) war ein deutscher Architekt und Baumeister, der vor allem im 18. Jahrhundert in Ingolstadt und Umgebung tätig war.

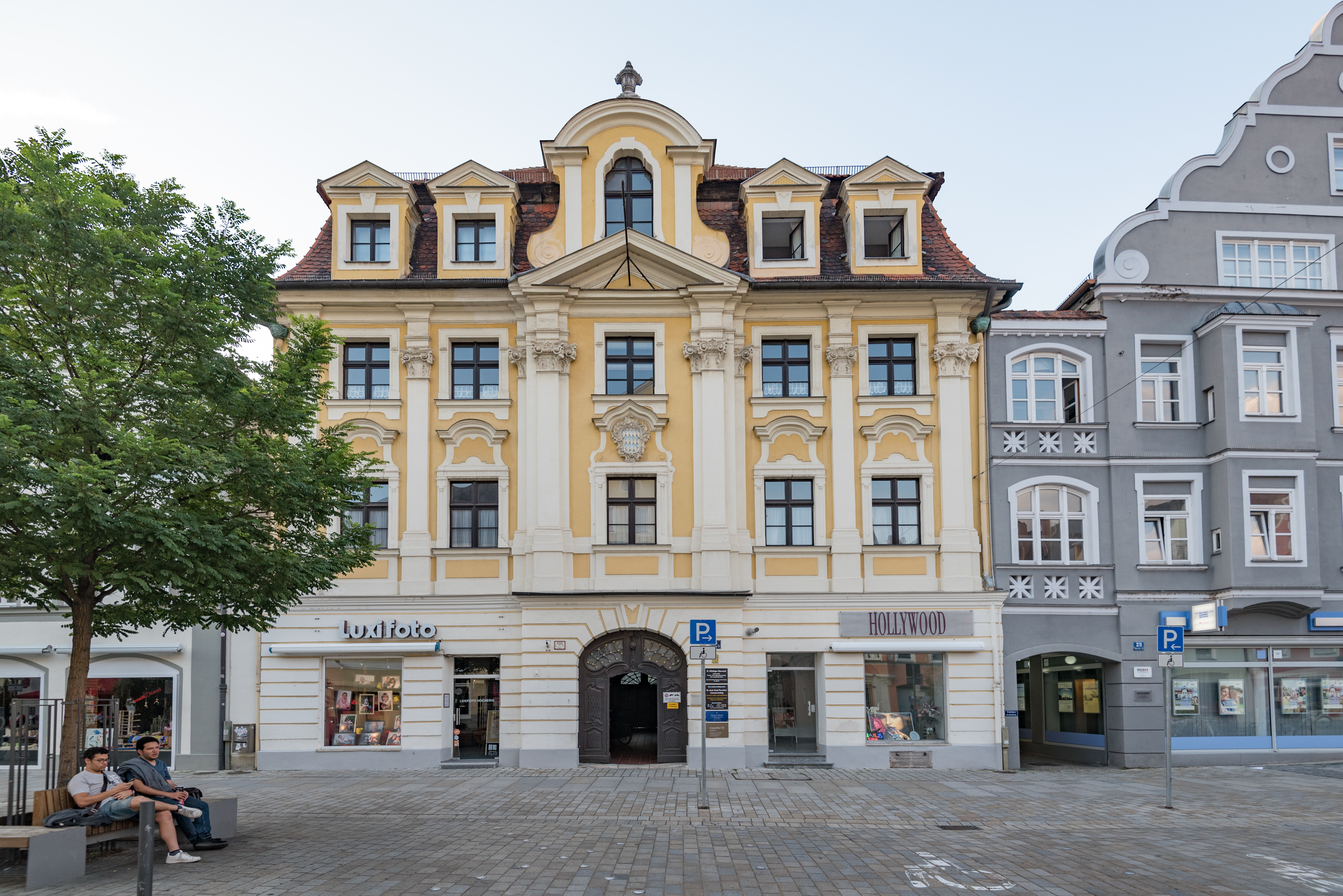
Theresienstraße 25, Ingolstadt

## Werdegang
Veit Haltmayr war kurfürstlich-bayerischer Hofmaurermeister und Stadtmaurermeister von Ingolstadt. 1768 kaufte Haltmayr das Anwesen (Höllbräugasse 1) von den Bierbrauer Joseph Klostermaier.
Im Jahr 1792 wird Veit Haltmayr als kurfürstlicher Fortifikationsmaurermeister genannt.

## Bauten

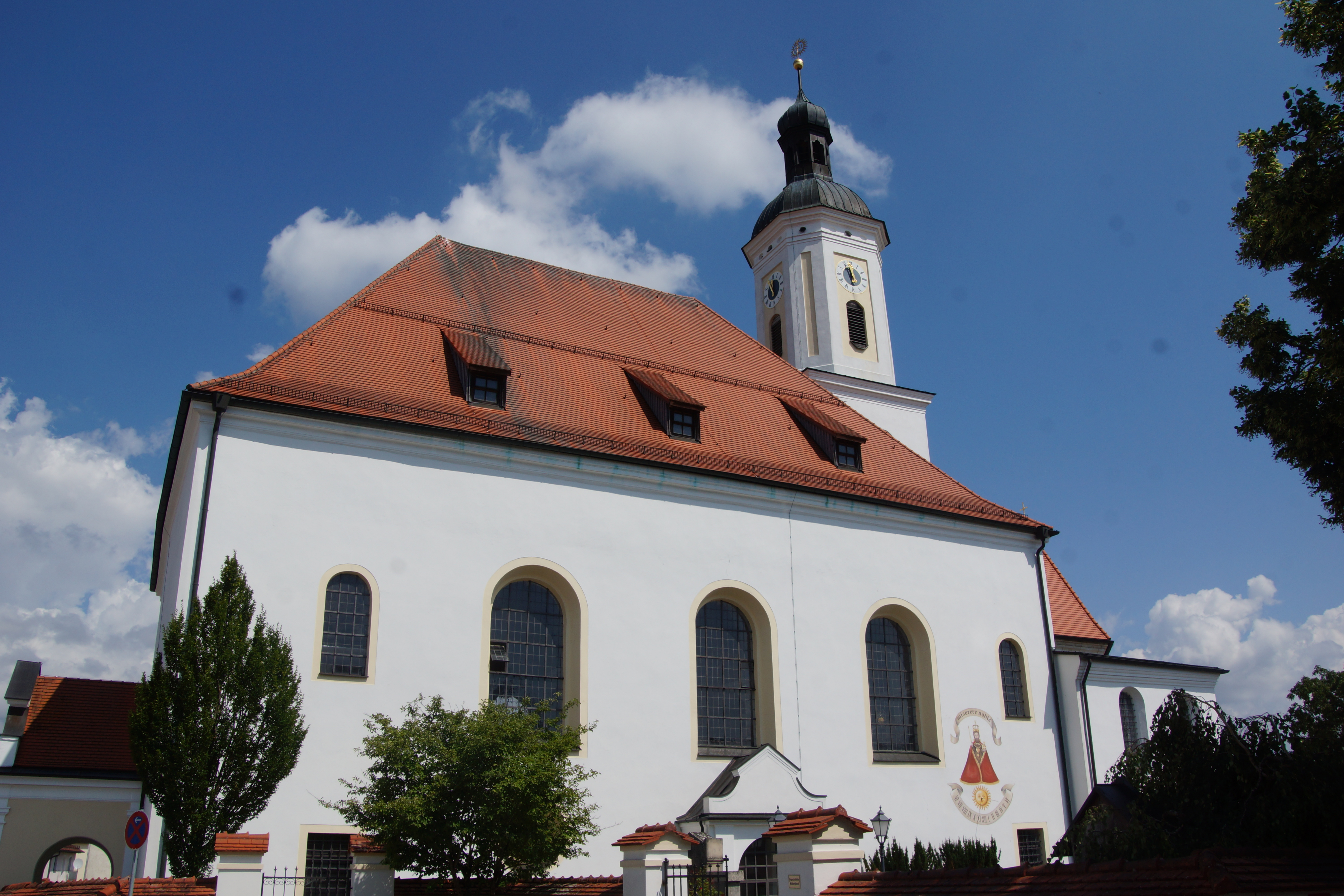
St. Salvator, Bettbrunn

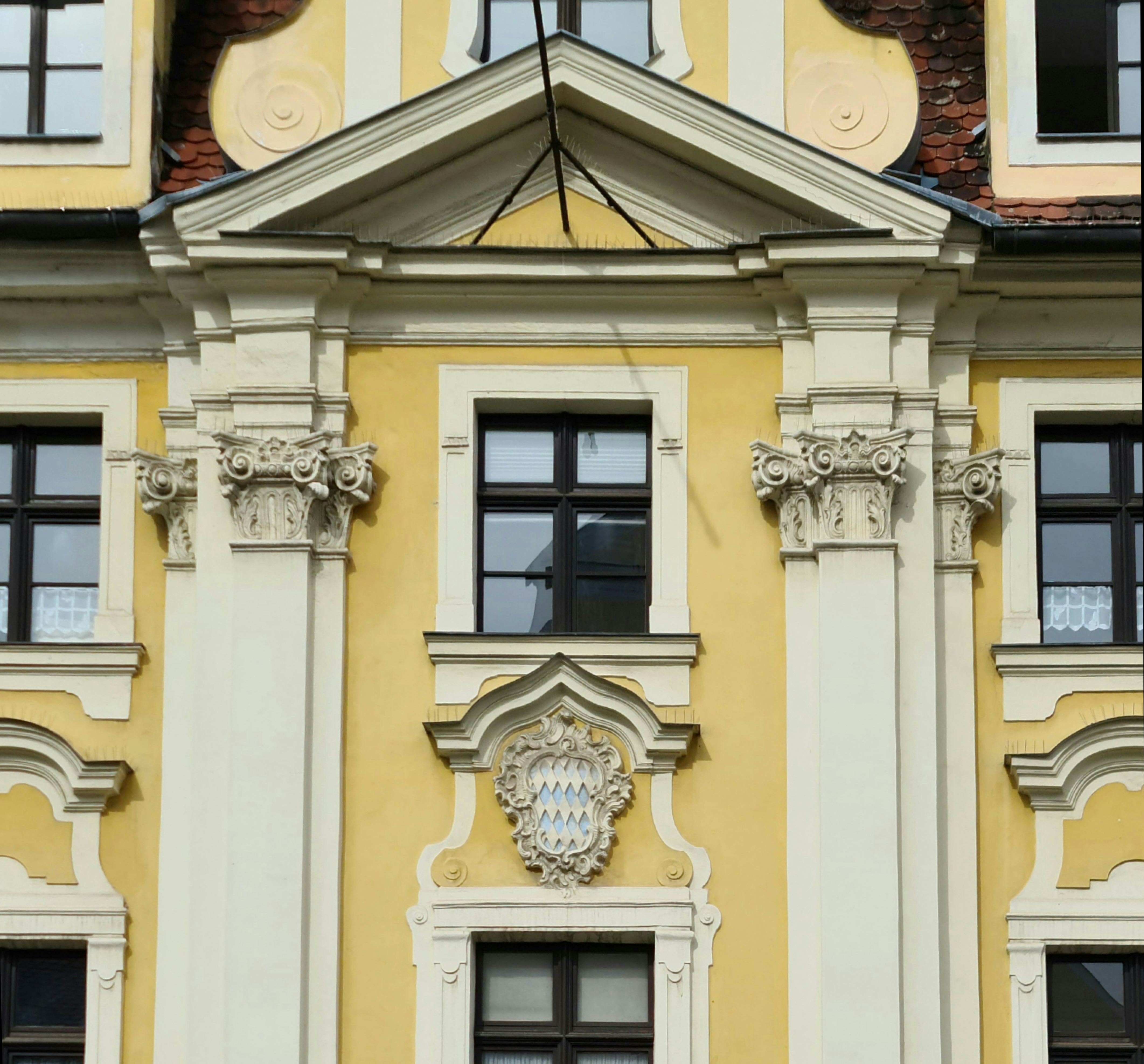
Fassadendetail

Wasserschloss, Sandizell

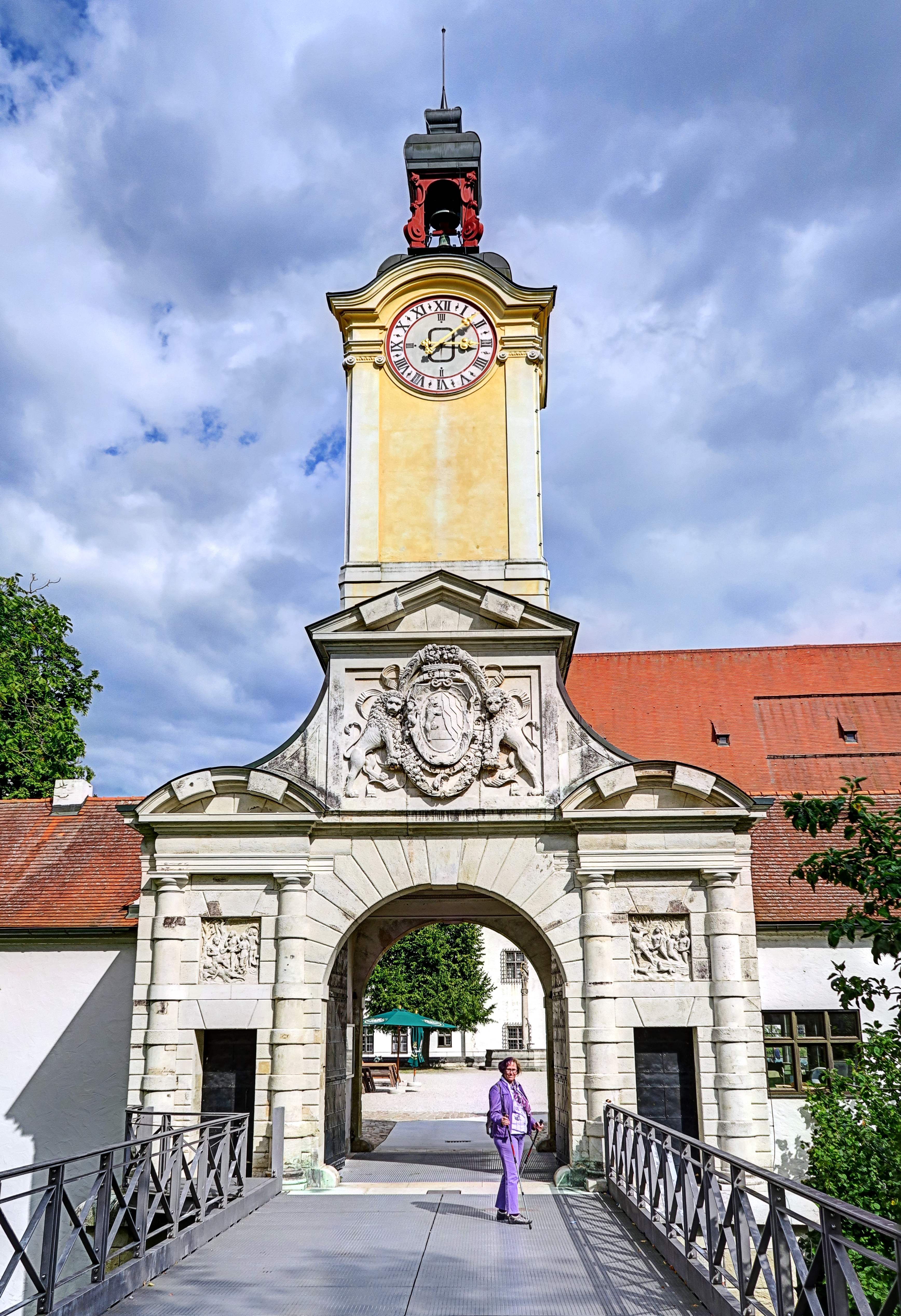
Portal zum Neunen Schloss

Das Parlamentsgebäude in Ingolstadt ist im Denkmalatlas des Bayerischen Landesamtes für Denkmalpflege und in der Liste der Baudenkmäler in Ingolstadt eingetragen. Das Wasserschloss in Sandizell ist in der Liste der Baudenkmäler in Schrobenhausen eingetragen. Die folgenden Bauwerke stehen unter Denkmalschutz.
- 1746–1755: Erweiterung und Umgestaltung Torbau Neues Schloss Ingolstadt[2]
- 1749–1755: Wiederaufbau Wasserschloss, Sandizell mit Johann Puechtler[3][4]
- 1755–1756: Dachausbau Bürgerhaus – Theresienstraße 19[5]
- 1763: Torturm mit Durchfahrt – Wasserschloss, Sandizell[6][7]
- 1771–1773:  Amtsgebäude – Theresienstraße 25, Ingolstadt[8][9]
- 1774: Langhaus Salvatorkirche, Bettbrunn mit Leonhard Matthäus Giessl[10][11]

## Ehrungen
Nach Veit Haltmayr wurde die Haltmayrstraße in Ingolstadt benannt.